# Voitures à compartiments ex-Prusse de la SNCB
Les voitures à compartiments ex-Prusse de la SNCB désignent un grand nombre de voitures à portières latérales, sans intercirculation, à trois essieux et caisse en bois tôlée des chemins de fer prussiens attribuées à la Belgique dans le cadre des réparations après la Première Guerre mondiale.  

## Historique

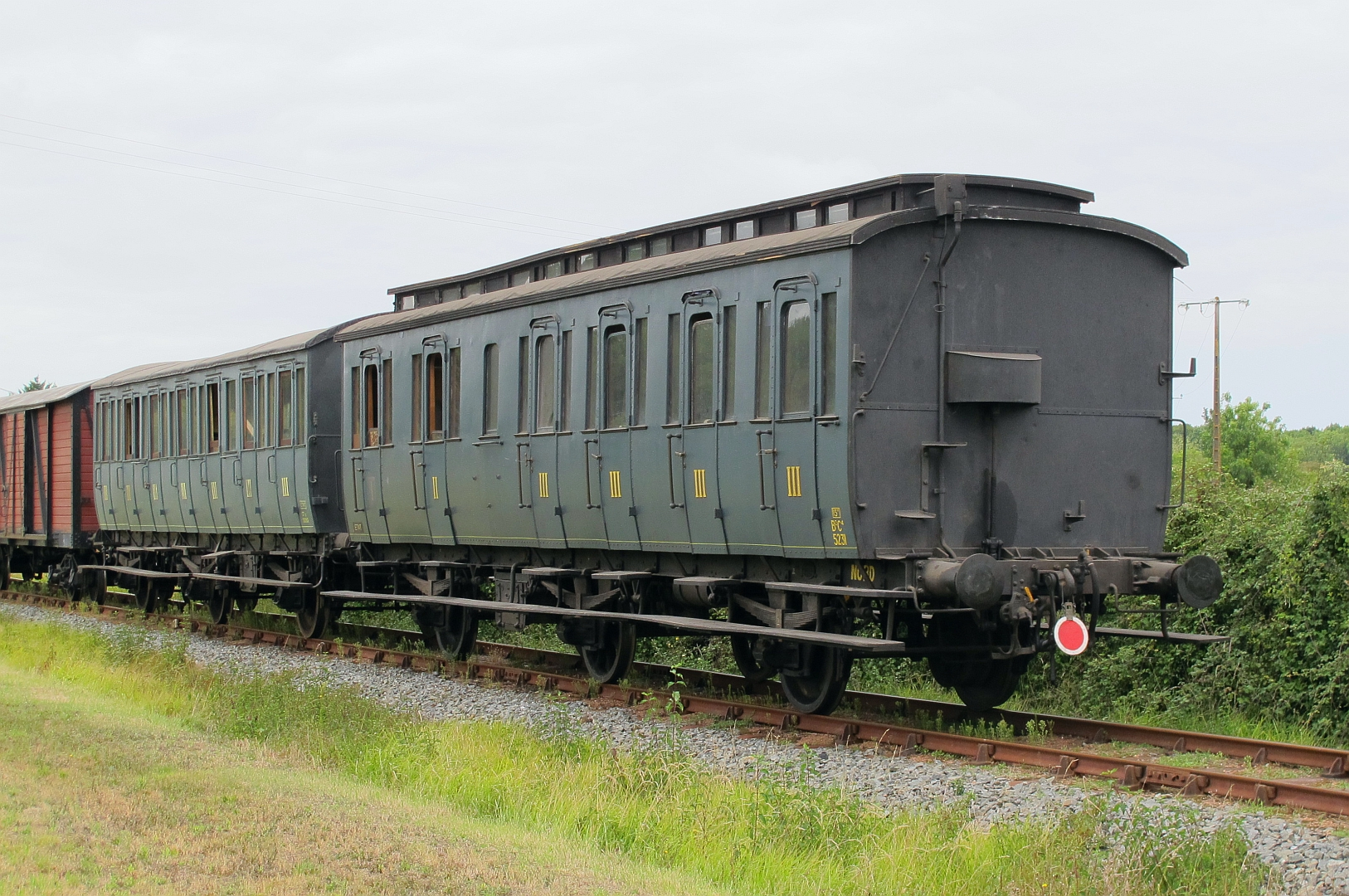
Les chemins de fer français ont également reçu de nombreuses voitures à compartiments prussiennes. Cette ex-BC3 Pr 11 est préservée sur le train des mouettes.

Les Chemins de fer d’État de la Prusse (KPEV) mirent en service, à partir de 1878, 40 000 voitures unifiées à compartiments et portières latérales. La plupart de ces voitures possédait trois essieux et était dotée d'une ou plusieurs toilettes. Les exemplaires les plus récents étaient tous dotées de couloirs intérieurs et de toilettes ; les voitures construites à partir de 1904 étaient dotées d'un toit bombé. La production de ces types de voiture prendra fin au début des années 1920. 
Utilisées sur toutes les catégories de trains de voyageurs, elles furent remplacées à partir de la fin du XIXe siècle par des voitures à bogies à portières latérales sans intercirculation pour les trains express, et à portes en bout avec intercirculation pour les trains directs et internationaux. 

### Cession à la Belgique

#### Réparations de guerre
Près de 1 000 voitures prussiennes à trois essieux et portières latérales sont arrivées en Belgique. La plupart fut utilisée par les Chemins de fer de l’État belge, future SNCB. La Compagnie du Nord - Belge et le Chemin de fer Malines - Terneuzen possédaient également des voitures de ce type en quantités importantes. 
À la SNCB, elles étaient numérotées entre 53 000 et 56 000 et comprenaient les types BC3 Pr 07, BC3 Pr 10, BC3 Pr 11, C3 Pr 04, C3 Pr 07 et C3 Pr 11 ainsi que des modèles plus anciens au toit moins bombé construits avant 1904. Les C3 Pr 04, 07 et 11 comptent à elles-seules 661 exemplaires lors de l'inventaire de 1926 tandis que 200 voitures ex-quatrième classe. 

#### Utilisation
Ces voitures, souvent assemblées en rames complètes, furent utilisées en service régulier jusque dans les années 1960. Modernes et relativement confortables au moment de leur arrivée en Belgique, elles se distinguaient défavorablement des voitures GCI, construites en Belgique, car elles n'étaient pas pourvues de l'intercirculation, contrairement aux GCI. Après la seconde guerre mondiale, d'autres voitures du même type se retrouvèrent en Belgique, abandonnées par les Allemands ou capturées par les Alliés. La plupart seront néanmoins restitués à l'Allemagne de l'Ouest vers 1950. 
Les petites séries et les voitures construites au XIXe siècle furent retirées du service en premier. L'arrivée des premières voitures métalliques de la SNCB (L, K1 et M1) dans les années 1930 ne permit pas de radier les voitures prussiennes les plus récentes. 

#### Transformations
Dans les années 1930, la généralisation du frein continu permettra la suppression de la vigie surélevée du serre-freins. 
Les voitures d'origine avaient le défaut de ne pas permettre la circulation d'un bout à l'autre de la voiture en raison de la présence de cloisons et des cabinets de toilette. En Belgique, l'aménagement intérieur fut réarrangé avec la suppression du second cabinet de toilette des voitures de troisième classe au profit d'un passage muni d'un banc transversal et le percement d'une porte supplémentaire à travers la cloison. 
Comme pour de nombreuses voitures belges, la suppression de la troisième classe en 1956 ne signifia pas la disparition des banquettes en bois. Les anciennes voitures de troisième classe furent surclassées tandis que les anciennes première et deuxième classe devinrent l'actuelle première classe. En fin de carrière, un certain nombre de voitures sera déclassé en seconde classe. 

#### Fin de carrière
Au début des années 1960, les voitures prussiennes et GCI constituaient toujours une part importante des effectifs malgré leur caisse en bois, peu résistante. L'arrivée de nouvelles voitures pour trains locaux et semi-directs (M2, M3, K2 et K3) ainsi que des autorails permit finalement à la SNCB de se débarrasser de ses dernières voitures en bois utilisées en service régulier. 
De nombreuses voitures ex-Prusse et GCI furent alors démolies ou brûlées ; d'autres bénéficieront d'un sursis, converties en voitures de service ou en bâtiments de service. 
Les dernières voitures prussiennes et GCI ont été utilisés comme réserve pour les trains militaires jusqu'en 1972, à une époque où celles restées en Allemagne avaient été retirées du service depuis longtemps ; plusieurs furent alors revendues à des associations de préservation. 

### Umbauwagen et Reko-wagen
Après la Seconde Guerre Mondiale, tant en Allemagne de l'Est qu'en Allemagne de l'Ouest, les voitures de ce type ont été transformées en profondeur en ne conservant que le châssis d'origine. En Allemagne de l'Ouest, les voitures modernisées (umbauwagen (de)) ont été retirées du service des voyageurs au milieu des années 1980 tandis que celles reconstruites en Allemagne de l'Est (reko-wagen (de)) étaient encore utilisées dans les années 1990.

## Préservation
Seul un faible nombre de voitures sur les 40 000 exemplaires construits étaient encore disponibles en Allemagne lorsque des associations de passionnés entreprirent de préserver des voitures à compartiments prussiennes et il n'était pas aisé, avant la chute du rideau de fer, d'acquérir des exemplaires encore en bon état en Pologne. 
La mise au rebut des dernières voitures utilisées par la SNCB en 1972 fut une aubaine pour les associations allemandes qui rachetèrent plusieurs voitures afin de les restaurer en Allemagne.   

### Liste
Les voitures suivantes, d'origine SNCB, sont préservées :   

#### AB3 Pr 10
Également désignées B3 Pr 10.
- Königsberg 137, construite en 1912 par Waggonfabrik L. Steinfurt G.m.b.H. à Königsberg. Rachetée à la SNCB par le musée des chemins de fer de Bochum-Dalhausen (Eisenbahnmuseum Bochum-Dahlhausen) et restaurée en livrée verte à liseré jaune d'avant-guerre[6],[7].

#### C3 Pr 04
- SNCB 53451, vendue au Stoomtram Goes-Borsele (NL) en 1972 et rachetée par le Chemin de fer à vapeur des trois vallées en 1978. Elle a été restaurée en profondeur après plusieurs années de délabrement et porte livrée verte de la SNCB avec marquages de troisième classe, elle est en état de marche[8]. Les fenêtres des deux toilettes ont été condamnées lors de sa restauration[9].
- SNCB 53622, construite en 1905 par Hoffmann à Breslau. Achetée par l'association Verein Verkehrsamateure und Museumsbahn en 1972, elle a été remise en état d'origine et a retrouvé son numéro prussien d'origine Bromberg 1941. Elle a échappé à l'incendie de la rotonde de Wilhelmsburg en 1994 qui a détruit une partie du matériel de l'association[10].

#### C3 Pr 07etC3 Pr 11
- SNCB 53123, vendue au Stoomtram Goes-Borsele en 1972 et rachetée par le Chemin de fer à vapeur des trois vallées en 1978. Restaurée en livrée brune des Chemins de fer de l’État belge à l'aide de pièces provenant des deux autres voitures Prussiennes du CFV3V, elle est en état de marche[11].
- SNCB 53688, ex Stoomtram Goes-Borsele rachetée en 1978 par le CFV3V. En mauvais état, elle a servi de banque de pièces pour la restauration des autres voitures prussiennes[11], garée à Treignes dépourvue de la plupart de ses éléments de carrosserie[12]. Sa restauration est en cours en 2023.
- SNCB 55151, construite en 1914 par Gastell à Mainz-Mombach. Achetée par l'association Verein Verkehrsamateure und Museumsbahn en 1972, elle a été restaurée dans la livrée DRG d'entre-deux-guerres et dotée d'une guérite de serre-freins. Elle porte son matricule d'origine Elberfeld 1892[13].
- Essen 2317, construite en 1913 par Zypen & Charlier. à Cologne. Rachetée à la SNCB par le musée des chemins de fer de Bochum-Dalhausen (Eisenbahnmuseum Bochum-Dahlhausen), elle est en cours de restauration[14],[7]. Ce musée possède également une autre C3 Pr 11 construite en 1920, ex-Deutsche Bundesbahn.